# Pippin der Mittlere

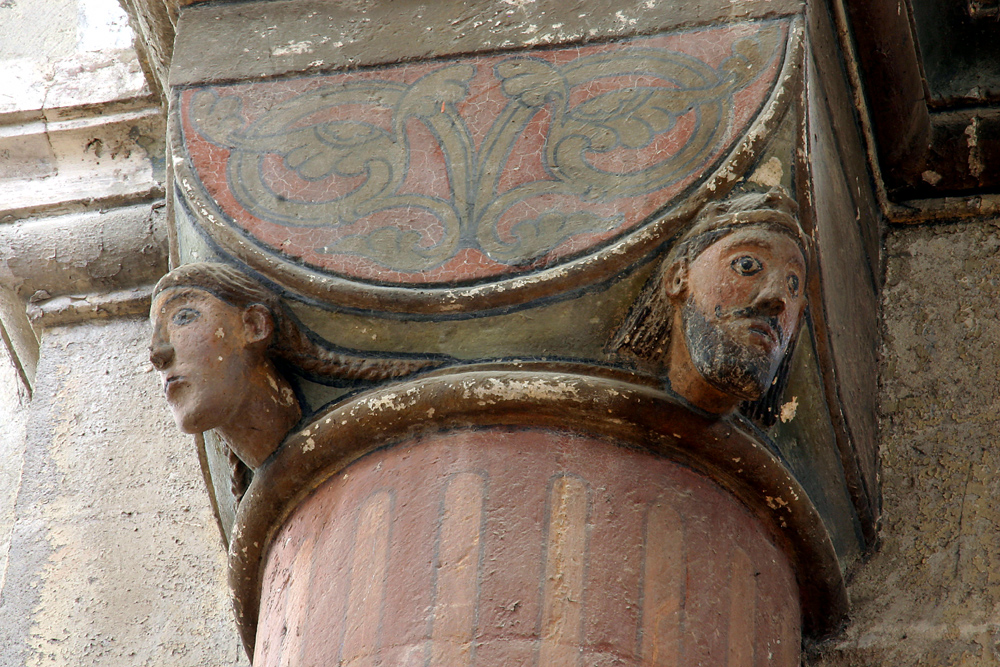
Groß St. Martin Köln, Kapitell des südwestlichen Vierungspfeilers, der Legende nach Pippin und Plektrudis darstellend (2006)

Pippin der Mittlere, auch Pippin von Herstal genannt, (lateinisch Pippinus; * um 635; † 16. Dezember 714 in Jupille bei Lüttich) aus dem Geschlecht der Arnulfinger war von 679 bis 714 der tatsächliche Machthaber im Frankenreich, ab 679 Hausmeier von Austrasien, ab 680 als dux (Herzog) von Austrasien, ab 688 Hausmeier von Burgund. 695 wurde er auch formal Hausmeier von Neustrien (principalis regimen majorum domus) obwohl er faktisch dort schon seit der Schlacht bei Tertry 687 die Macht innehatte. Er war der Sohn von Ansegisel und Begga und ein Enkel von Arnulf von Metz.

## Leben
Nach dem Sturz und der Hinrichtung seines Onkels Grimoalds des Älteren 656/657 schien die Dynastie Pippins des Älteren vor dem Erlöschen zu stehen. In den 670er Jahren waren von seinen Nachkommen nur noch seine Tochter Begga und deren Sohn Pippin der Mittlere am Leben, der väterlicherseits ein Enkel Arnulfs von Metz war. Beide konnten jedoch die pippinidischen und arnulfingischen Besitzungen trotz der feindselig gesinnten Umgebung der 660er und 670er Jahre im Wesentlichen behaupten. Dabei dürfte Pippins Heirat mit Plektrudis, der Tochter des Pfalzgrafen Hugobert und der Irmina von Oeren, Angehöriger bedeutender austrischer Adelsgeschlechter, um 670/675 eine wesentliche Rolle gespielt haben.
In den Wirren nach dem Tod des Merowingerkönigs Childerich II. und seines Hausmeiers Wulfoald zog Pippin mit Unterstützung austrasischer Großer gegen den mächtigen Neustrier Ebroin zu Felde. Dieses Unternehmen endete zwar 679 mit Pippins Niederlage bei Lucofao, wobei der mit Pippin verbündete dux Martin getötet wurde; der neue neustrische Hausmeier Waratto erkannte jedoch nach Ebroins baldigem Tod (680) Pippins Vormacht in Austrasien an. In der Schlacht bei Tertry (687) errang Pippin schließlich durch einen Sieg über Warattos Schwiegersohn und Nachfolger Berchar die Herrschaft über das Gesamtreich.
Pippin sicherte seine Macht dadurch, dass er nicht nur Berchar bis zu seinem Tode (688 oder 689) im Amt des neustrischen Hausmeiers beließ, sondern anschließend seinen Sohn Drogo mit Berchars Tochter Adalrud verheiratete, wodurch eine neustrisch-austrische Verbindung entstand. Auch jetzt übernahm er noch nicht formal das Amt des Hausmeiers in Neustrien, sondern überließ es Norbert, einem treuen Gefolgsmann. Darüber hinaus beließ er auch die merowingischen Könige auf dem Thron. Außerdem sicherte er frühzeitig den Erbanspruch seiner Familie, indem er seine Söhne Drogo und Grimoald den Jüngeren in wichtige Ämter einsetzte. Grimoald der Jüngere wurde neustrischer Hausmeier und um 700 wurde Drogo burgundischer Herzog (dux), sodass beide Hausmeier-Ämter in der Hand der Familie waren. Eine der wichtigsten militärischen Leistungen Pippins war die Eroberung Frieslands (690/695), die die Voraussetzung für die Christianisierung der Friesen durch den angelsächsischen Mönch Willibrord war.
Bereits vor dem Tod Pippins Ende 714 brach ein Konflikt um seine Nachfolge aus. Dabei versuchte Plektrud, die Ansprüche ihrer Enkel (ihre beiden Söhne waren nicht mehr am Leben: Grimoald der Jüngere war im gleichen Jahr ermordet worden, Drogo bereits 708 gestorben) gegen die der beiden Söhne aus einer Beziehung Pippins mit seiner Friedelfrau Chalpaida, der uxor nobilis et elegans, Childebrand und Karl, durchzusetzen. Zur damaligen Zeit war das Bastardtum kein Ausschlusskriterium von der legalen Erbfolge, was letztendlich die von Pippin unter dem massiven Einfluss Plektruds proklamierte Erbfolge durch seinen Enkel Theudoald zeigt, der selbst ein Bastard des Grimoald war. 717, wenige Jahre nach Pippins Tod unterlag aber Plektrud letztlich Karl Martell.
Pippin starb nach langer Krankheit. Er wurde in Chèvremont (Vesdre) beerdigt.

## Ehen und Nachkommen

### Ehefrauen
- I. Plektrudis (Hugobertiner)
- II. Chalpaida
- III. N. N.

### Kinder
- Drogo (I.)
- Grimoald der Jüngere (I.)
- Karl Martell (II.)
- Childebrand (III.)

Childebrand († nach 751), Sohn der Chalpaida, nach anderen Quellen Sohn einer weiteren, namentlich unbekannten Mutter, wurde von Pippin mit einer Grafschaft in Burgund versorgt. Childebrand übernahm die Aufgabe, die Chronik Fredegars als karolingische Hauschronik fortzuführen. Eine Gedenktafel für ihn fand Aufnahme in die Walhalla bei Regensburg.
Ein Urenkel von Pippin dem Mittleren ist Karl der Große.